# Adam Szafrański
Adam Włodzimierz Szafrański (ur. 1978 w Płocku) – polski prawnik, doktor habilitowany nauk prawnych, profesor Uniwersytetu Warszawskiego, specjalista w zakresie prawa gospodarczego, w tym energetycznego.

## Życiorys
Syn, Danieli z Żurawskich i Włodzimierza, prawnika i działacza Solidarności, absolwent płockiej Małachowianki oraz Wydziału Prawa i Administracji Uniwersytetu Warszawskiego. W 2007 na podstawie napisanej pod kierunkiem Mirosława Wyrzykowskiego rozprawy pt. Ograniczenie wolności gospodarczej przedsiębiorcy publicznego otrzymał na Wydziale Prawa i Administracji Uniwersytetu Warszawskiego stopień naukowy doktora nauk prawnych w zakresie prawa, specjalność: prawo gospodarcze publiczne. Tam też w 2017 na podstawie dorobku naukowego oraz rozprawy pt. Prawo energetyczne. Wartości i instrumenty ich realizacji uzyskał stopień doktora habilitowanego nauk prawnych w zakresie prawa, specjalność: prawo gospodarcze publiczne.
W 2007 został adiunktem a od 2022 jest profesorem Uniwersytetu Warszawskiego. Od 2023 r. jest odpowiedzialny za prowadzenie studiów magisterskich LLM EU Energy and Climate Law na Wydziale Prawa i Administracji UW.
W latach 2002–2007 pracował na Uniwersytecie Warszawskim jako kierownik Szkoły Prawa Niemieckiego im. prof. Marcusa Luttera, funkcjonującej w ramach współpracy Uniwersytetu Warszawskiego oraz Uniwersytetu Fryderyka Wilhelma w Bonn. Pełnił również funkcje w administracji publicznej jako Prezes Urzędu Regulacji Energetyki (1 sierpnia–13 listopada 2007 r.) oraz ekspert w Biurze Analiz Sejmowych Kancelarii Sejmu. W 2011 r. odbył staż naukowy jako research fellow w Institute of World Politics w Waszyngtonie D.C. 
Jest członkiem rady wydawniczej magazynu „Forum Prawnicze”.
W 2009 wstąpił do Opus Dei i jest numerariuszem tej organizacji, pełni funkcję dyrektora Ośrodka Akademickiego "Przy Filtrowej". W latach 2019–2020 był członkiem zarządu Fundacji Edukacyjnej „Sternik”, która wraz z Fundacją Współpracy Międzynarodowej za pośrednictwem spółki Rodzice dla Szkoły finansuje związane z Opus Dei szkoły katolickie w Polsce.